# 추경식
추경식(秋炅植, 1983년 11월 19일 ~ )는 KBO 리그 전 SK 와이번스의 선수이다.

## 출신학교
- 금평초등학교
- 전라중학교
- 전주고등학교
- 성균관대학교